# Alaeddine Marzouki
Alaeddine Marzouki, né le 3 janvier 1990, est un footballeur tunisien. Il évolue au poste de milieu offensif.

## Palmarès
- Championnat de Tunisie (2) : 
  - Vainqueur : 2021 et 2022
- Coupe de Tunisie (1) :
  - Vainqueur : 2019